# صومعه هاغارتسین
هاغارتسین (ارمنی: Հաղարծին؛ انگلیسی: Haghartsin) یک صومعه حواری ارمنی واقع در نزدیکی دیلیجان در استان تاووش، ارمنستان می‌باشد. ساخت و ساز این ساختمان سده ۱۳ام؛ به پایان رسید. این بنا به سبک معماری ارمنی طراحی شده‌است.
نوسازی مجدد این صومعه با کمک مالی سلطان بن محمد القاسمی حاکم شارجه انجام گرفت.

## نگارخانه

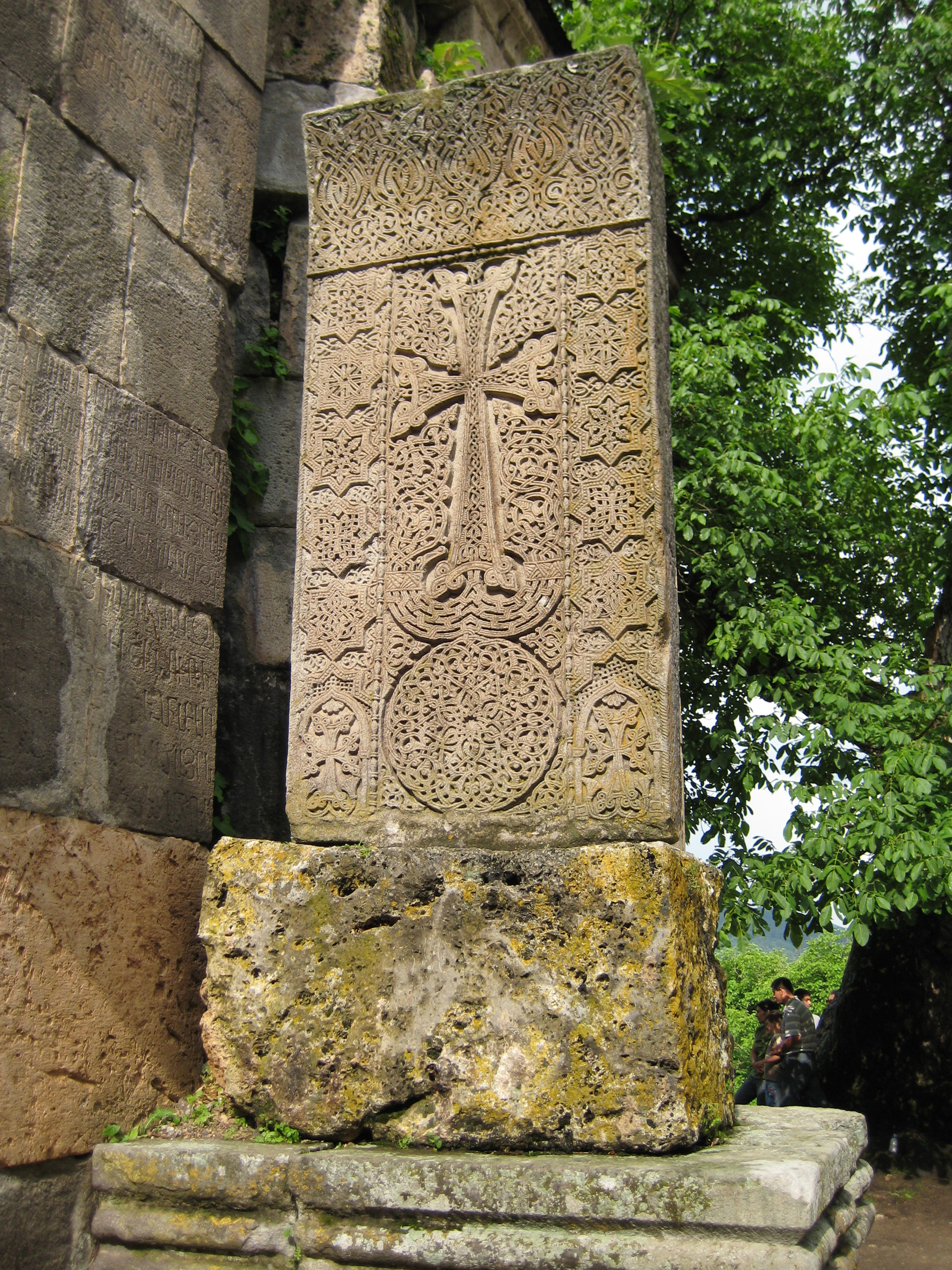
صلیب سنگی مربوط به سده سیزدهم میلادی در کنار درب جنوبی صومعه
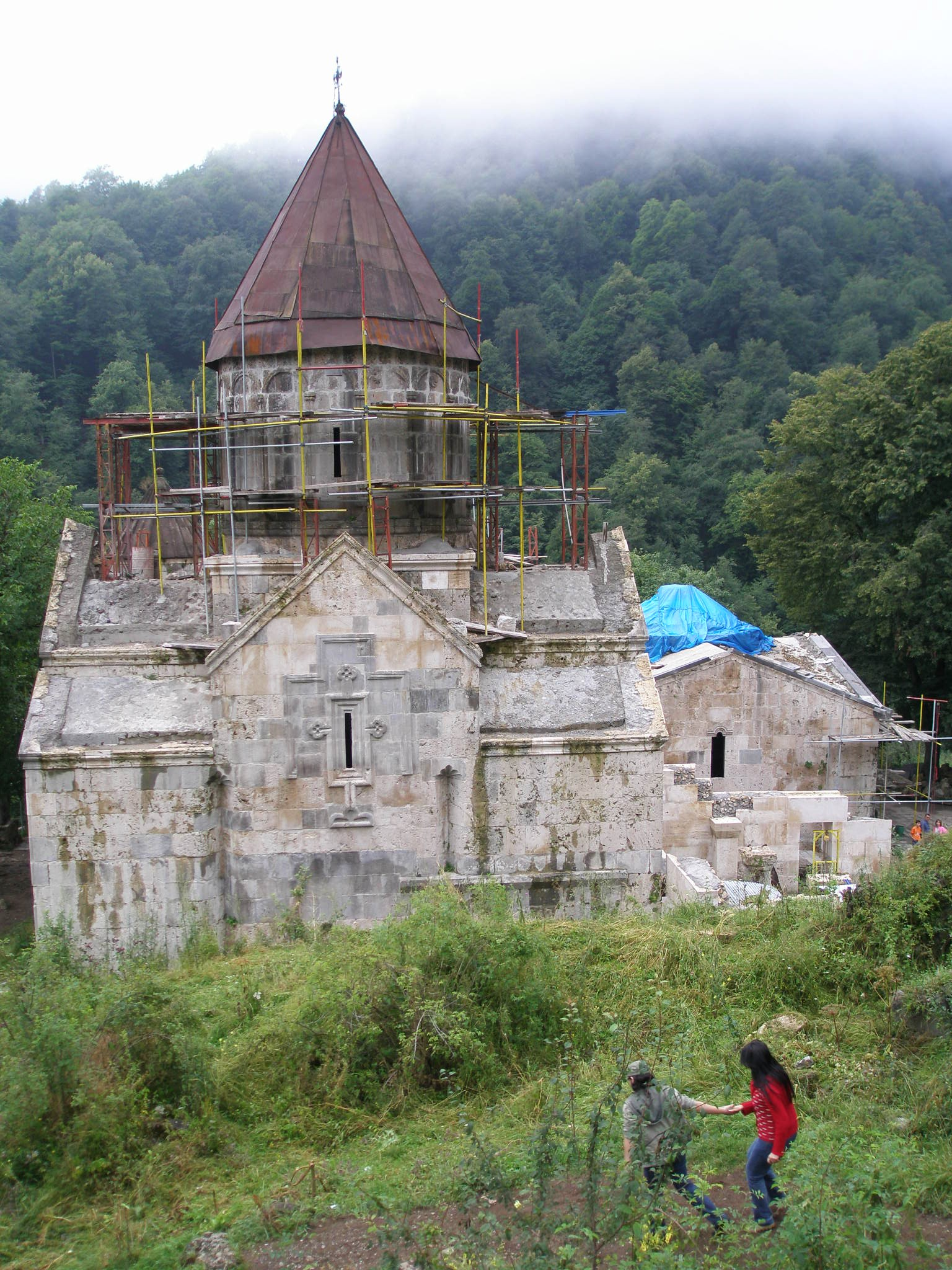
آغاز بازسازی صومعه هاغارتسین در اوت ۲۰۰۹
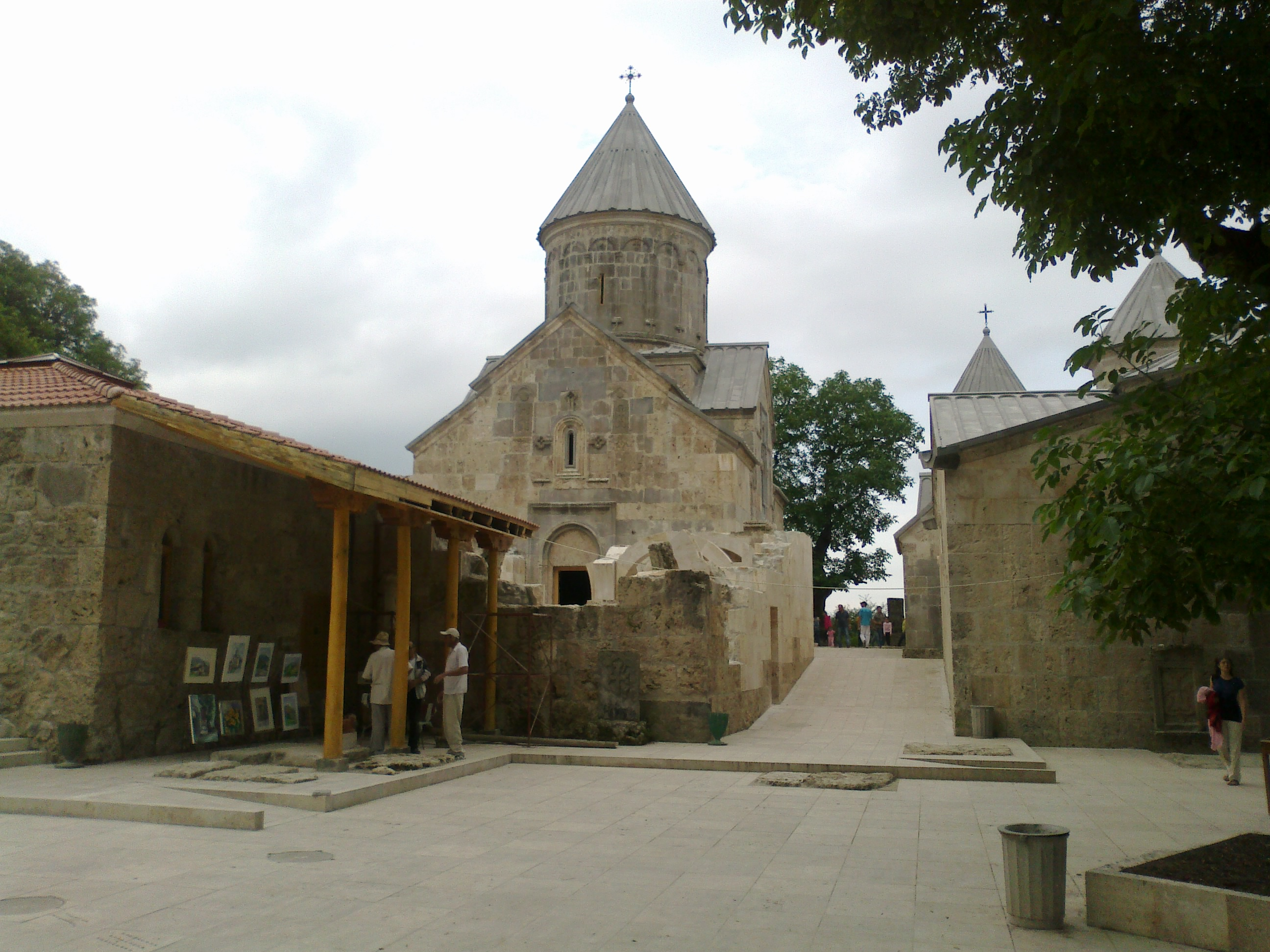
پایان بازسازی دوباره صومعه هاغارتسین- اوت ۲۰۱۱
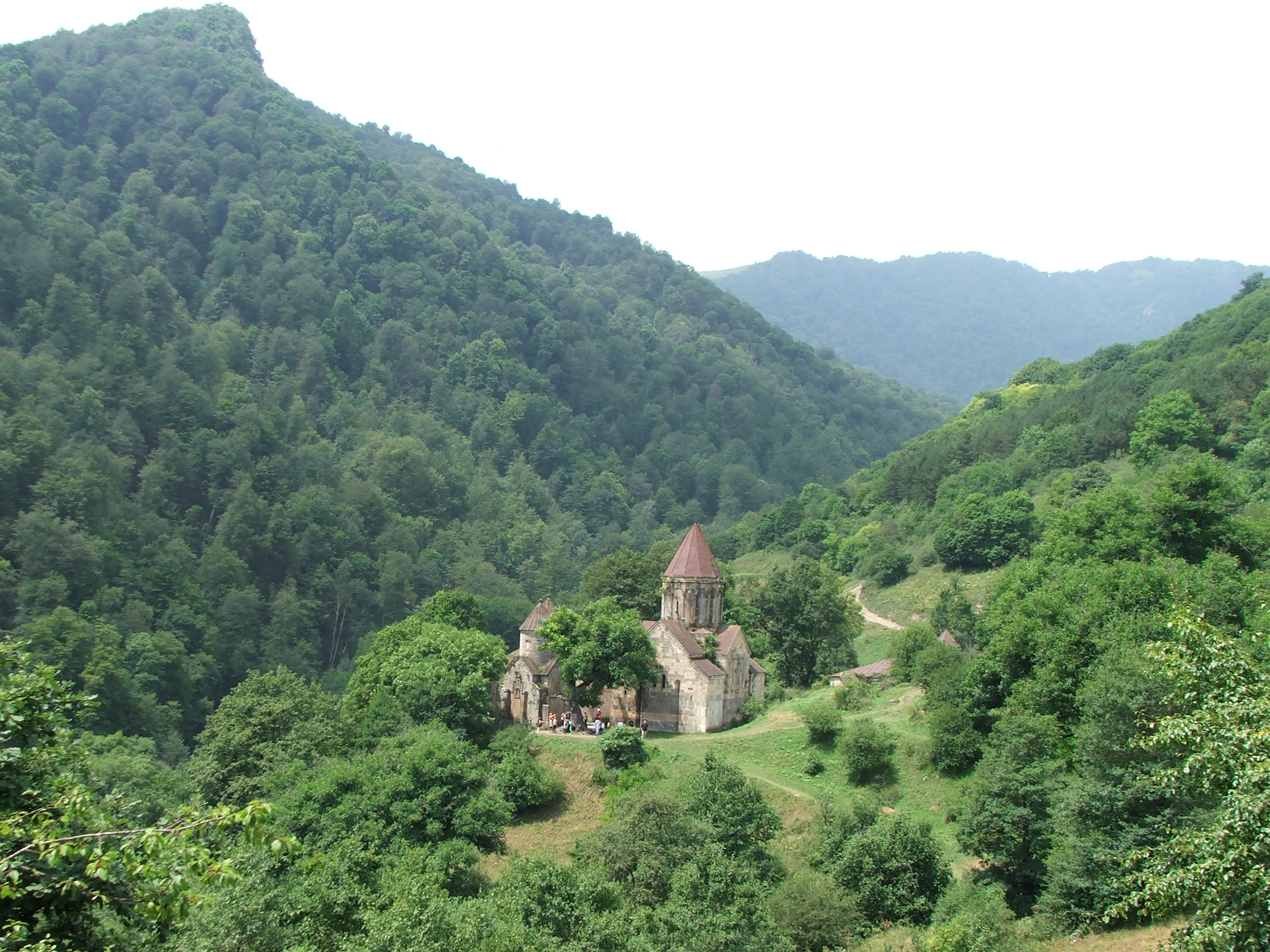
موقعیت صومعه هاغارتسین
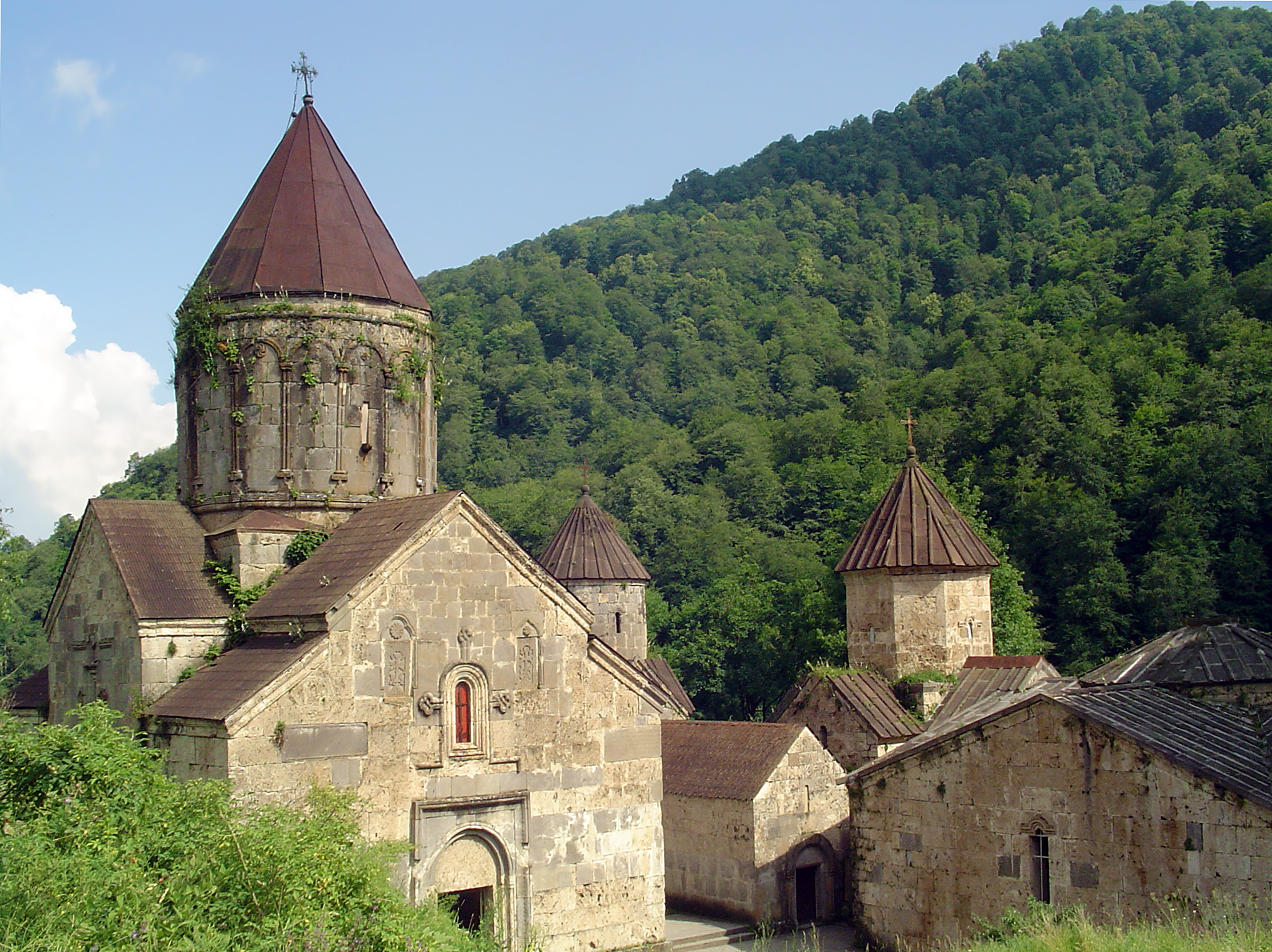